# Ander Crenshaw
Ander Crenshaw (Jacksonville, 1º settembre 1944) è un politico statunitense, membro della Camera dei Rappresentanti per lo stato della Florida dal 2001 al 2017.

## Biografia
Nato e cresciuto a Jacksonville, Crenshaw ottenne la laurea in legge dall'Università della Florida e lavorò come consulente d'investimenti e avvocato prima di entrare attivamente in politica.
Dal 1972 al 1978 fu deputato alla Camera dei Rappresentanti della Florida. Nel 1978 si candidò come Segretario di Stato della Florida e vinse le elezioni primarie, ma venne sconfitto dall'avversario democratico in quelle generali.
Nel 1980 si candidò al Senato, ma fu battuto nelle primarie repubblicane da Paula Hawkins, che poi conquistò il seggio.
Nel 1986 riuscì a farsi eleggere al Senato di stato, di cui fu anche presidente nel 1994. Nello stesso anno cercò l'elezione a governatore, ma perse ancora una volta nelle primarie contro Jeb Bush.
Nel 2000 la deputata repubblicana Tillie K. Fowler, in carica dal 1993, decise di non ricandidarsi per un quinto mandato, rispettando una promessa fatta anni prima. Crenshaw quindi provò a candidarsi per succederle e vinse le elezioni.
Da allora Crenshaw fu sempre rieletto senza grossi ostacoli, anche grazie al solido retroterra repubblicano del distretto da lui rappresentato. Nel 2016 annunciò il proprio ritiro al termine dellì'ottavo mandato e lasciò il Congresso dopo sedici anni di permanenza.
Crenshaw si configura come conservatore ed è stato un esponente del Tea Party. Sua moglie Kitty è la figlia di Claude R. Kirk, Jr., che fu governatore della Florida dal 1967 al 1971.